# Xarxa de guies d'ona en matriu

La llum entrant (1) travessa un espai lliure (2) i entra en un feix de fibres òptiques o guies d'ones de canal (3). Les fibres tenen una longitud diferent i, per tant, apliquen un canvi de fase diferent a la sortida de les fibres. Aleshores, la llum travessa un altre espai lliure (4) i interfereix a les entrades de les guies d'ona de sortida (5) de manera que cada canal de sortida només rep llum d'una determinada longitud d'ona. Les línies taronges només il·lustren el camí de la llum. El camí de la llum de (1) a (5) és un demultiplexor, de (5) a (1) un multiplexor.

Les xarxes de guies d'ona en matriu (amb acrònim anglès AWG) s'utilitzen habitualment com a (des)multiplexadors òptics en sistemes multiplexats per divisió de longitud d'ona (WDM). Aquests dispositius són capaços de multiplexar moltes longituds d'ona en una sola fibra òptica, augmentant així considerablement la capacitat de transmissió de les xarxes òptiques.
Els dispositius es basen en un principi fonamental de l'òptica que les ones de llum de diferents longituds d'ona no interfereixen linealment entre si. Això vol dir que, si cada canal d'una xarxa de comunicació òptica fa ús de llum d'una longitud d'ona lleugerament diferent, aleshores la llum de molts d'aquests canals pot ser transportada per una sola fibra òptica amb una diafonia insignificant entre els canals. Els AWG s'utilitzen per multiplexar canals de diverses longituds d'ona en una sola fibra òptica a l'extrem de transmissió i també s'utilitzen com a demultiplexadors per recuperar canals individuals de diferents longituds d'ona a l'extrem receptor d'una xarxa de comunicació òptica.
Els AWG convencionals basats en sílice que es mostren esquemàticament a la figura anterior són circuits d'ones de llum planars fabricats dipositant capes de sílice dopades i no dopades sobre un substrat de silici. Els AWG consisteixen en una sèrie d'acobladors d'entrada (1) / sortida (5), una regió de propagació d'espai lliure (2) i (4) i les guies d'ones de la xarxa (3). La xarxa consta de moltes guies d'ona amb un increment de longitud constant (ΔL). La llum s'acobla al dispositiu mitjançant una fibra òptica (1) connectada al port d'entrada. La llum que es difracta fora de la guia d'ones d'entrada a la interfície acoblador/llosa es propaga per la regió de l'espai lliure (2) i il·lumina la xarxa amb una distribució gaussiana. Cada longitud d'ona de llum acoblada a les guies d'ones de xarxa (3) experimenta un canvi constant de fase atribuït a l'increment de longitud constant de les guies d'ones de xarxa. La llum difractada de cada guia d'ona de la xarxa interfereix constructivament i es torna a enfocar a les guies d'ones de sortida (5), amb la posició espacial, els canals de sortida, depenent de la longitud d'ona del canvi de fase de la matriu.